# Samira Salih Ali an-Nu'aimi
Samira Salih Ali an-Nu'aimi (arabisch سميرة صالح علي النعيمي, DMG Samīra Ṣāliḥ ʿAlī an-Nuʿaimī; geboren 1963; gestorben 22. September 2014) war eine irakische Rechtsanwältin und Menschenrechtsaktivistin.
Sie kritisierte auf Facebook die Zerstörung von Moscheen und anderen Kulturgütern in Mossul durch den IS. Daraufhin wurde sie am 17. September 2014 in ihrem Haus von vermummten bewaffneten Männern entführt. Sie wurde von einem Scharia-Gericht wegen des Vorwurfs der Apostasie zum Tode verurteilt. Nach Angaben der UN wurde sie fünf Tage gefoltert, um sie vor ihrer Hinrichtung zur Tauba zu zwingen. Am 22. September 2014 wurde sie in Mossul öffentlich erschossen. Ihr Tod wurde von Said Raad al-Hussein, UN-Hochkommissar für Menschenrechte, bekannt gegeben und verurteilt. Ihre Facebook-Seite wurde gesperrt. Verwandte berichteten, dass ihr Körper Spuren von Folter aufgewiesen habe. Sie war verheiratet und hinterlässt drei Kinder.